# FA Cup 1912/1913
Čtyřicátý druhý ročník FA Cupu (anglického poháru) se konal od 14. září 1912 do 19. dubna 1913. Celkem turnaj hrálo opět 64 klubů.
Trofej získal již popáté v klubové historii Aston Villa FC, který ve finále porazil obhájce minulého ročníku Sunderland AFC 1:0.